# Barty
Barty (dawna nazwa niem. Barten) – wieś w Polsce położona w województwie warmińsko-mazurskim, w powiecie iławskim, w gminie Zalewo.
W latach 1954–1957 wieś należała i była siedzibą władz gromady Barty, po jej zniesieniu w gromadzie Zalewo. W latach 1975–1998 miejscowość administracyjnie należała do województwa olsztyńskiego. W latach 1945–46 miejscowość nosiła nazwę Bartoszewo
Wieś wzmiankowana w dokumentach z roku 1306, jako wieś pruska na 17 włókach. Pierwotna nazwa Dirgowite. W roku 1782 we wsi odnotowano 14 domów (dymów), natomiast w 1858 w 6 gospodarstwach domowych było 95 mieszkańców. W latach 1937–39 było 269 mieszkańców. W roku 1973 wieś Barty należały do powiatu morąskiego, gmina i poczta Zalewo.
9 czerwca 1807 r. wieś była miejscem zbiórki polskich wojsk pod wodzą generała Jana Henryka Dąbrowskiego przed wymarszem do Morąga.